# رفيق حلمي
رفيق حلمي (1898-1960) مؤرخ، وشاعر، وكاتب وسياسي كردي ولد في كركوك. وهو مؤسس حزب هيوا الكردي عام 1938، ومؤلف العديد من الكتب عن تاريخ كردستان واللغة الكردية. أكمل دراسته الأبتدائية والأعدادية في محافظة السليمانية ثم في بغداد، وتابع دراسته في الأكاديمية العسكرية والتقنية في أسطنبول.